# Ordem de Santa Clara
A Ordem de Santa Clara, ou Ordem das Clarissas — originalmente denominada a Ordem das Damas Pobres e mais tarde as Pobres Claras, as Clarissas, as Minoretas, a Ordem Franciscana Clarista e a Segunda Ordem de São Francisco — é uma ordem religiosa católica feminina de clausura monástica. Fundada em 1212 por Santa Clara de Assis a pedido de São Francisco de Assis, quem lhe redigiu a regra, foi aprovada pelo Papa Gregório IX.

## História

### Origem em Santa Clara de Assis
Em 1212, a jovem Clara de Assis seguiu o exemplo de São Francisco de Assis e viveu, dentro da clausura e na contemplação, o ideal de pobreza evangélica. Surgiu, assim, a chamada Ordem das Clarissas, ou Segunda Ordem Franciscana.
A Ordem de Santa Clara que fundou-se, então, no Convento de São Damião, em 1212, sob a orientação de Santa Clara e de São Francisco, e contou sempre o apoio dos Frades Menores.
Em 1215, por força do cânon 13 do IV Concílio do Latrão, o grupo de São Damião teve que adotar a Regra de São Bento, e Clara, por determinação de Francisco, começou a reger a comunidade com o título de abadessa. Ela contudo continuaria chamando-se de ‘serva de Cristo e das irmãs pobres’. Apoiada por São Francisco, apressou-se em obter do Papa Inocêncio III a garantia de que ficaria a salvo o que era fundamental em sua vocação, ou seja, “viver a perfeição do Santo Evangelho”, isto é, a pobreza absoluta sem posses nem rendas. 
Entretanto, iam brotando outras fraternidades femininas com a marca franciscana. Em 1218 e 1219, o Cardeal Hugolino em sua missão diplomática na Úmbria e na Toscana, ante semelhante proliferação, tomou a iniciativa de dar forma ao movimento, colocando-o sob dependência direta da Sé Apostólica e dando-lhe um estilo de vida monástica para que tivessem certa estabilidade e segurança econômica.
Não foi a aspereza da nova Regra que desagradou Santa Clara de Assis, tampouco encontrou dificuldade em adaptar-se à clausura, muito apropriada ao clima contemplativo de sua fraternidade. Sua preocupação continuava sendo a fidelidade à pobreza prometida, da qual não se fazia menção no documento. No início, o Cardeal Hugolino quis pôr a salvo esse espírito em alguns mosteiros; pouco depois, porém, ele mesmo os favoreceu com generosas fundações. De 1219 a 1247 todos os mosteiros da influência franciscana adotaram esta regra. 

### A própria Regra de Santa Clara e sua morte
Diante diversos problemas quanto a aceitação da Regra de São Bento e a Regra de Hugolino, a própria Santa Clara de Assis decidiu redigir por própria conta uma Regra, ou melhor, uma adaptação da Regra Bulada, introduzindo apenas as mudanças exigidas pela vida enclausurada da fraternidade feminina.

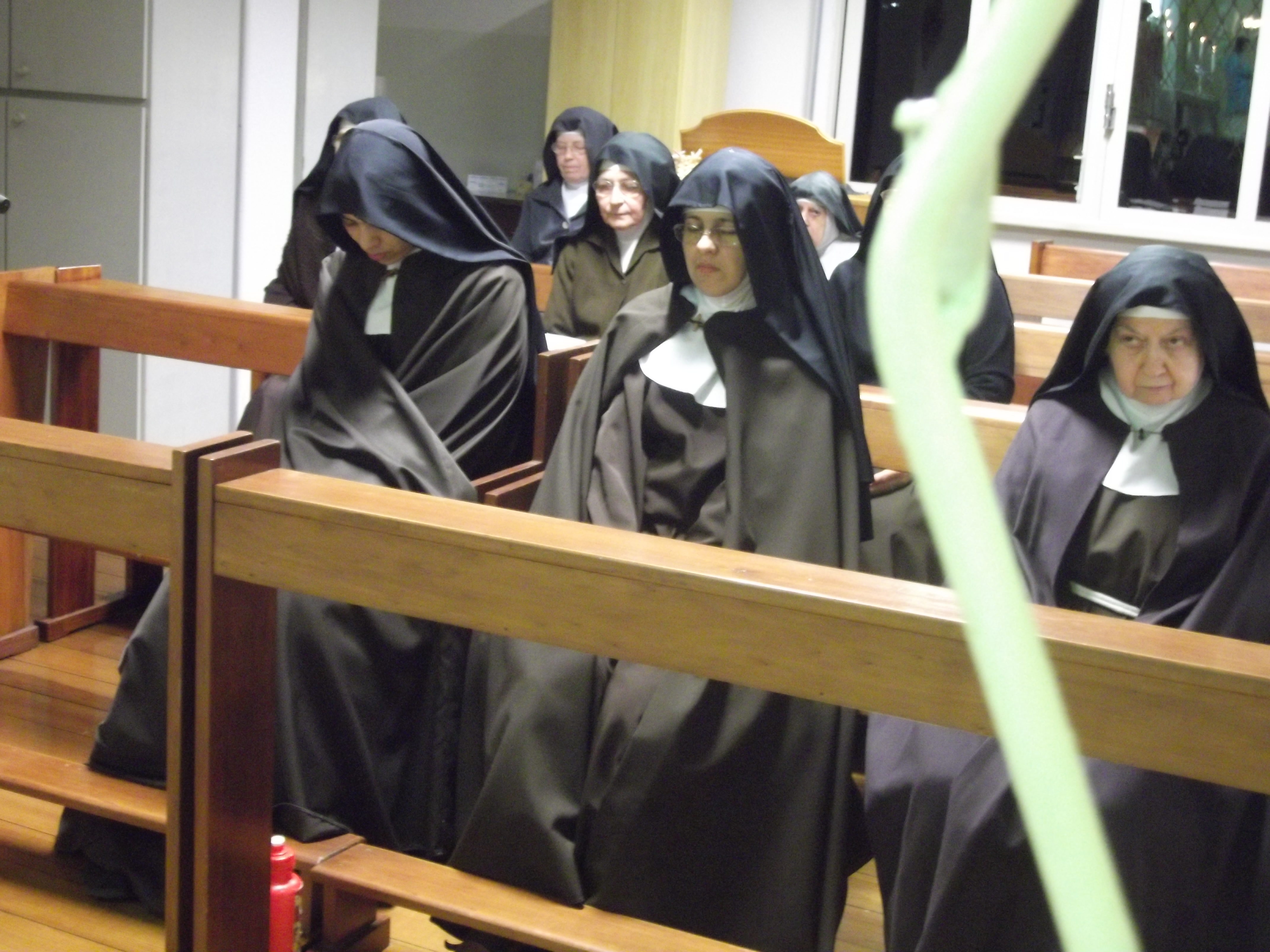
As Irmãs Clarissas em oração dentro da clausura conventual

O cabeçalho dizia: “Forma de vida da Ordem das irmãs pobres, instituída por São Francisco”; em seguida, se declara “indigna serva de Cristo e plantinha do pai São Francisco” e proclama sua vontade de continuar obedecendo a São Francisco nos seus sucessores. Nos capítulos 6, 7 e 8, expressa o compromisso de viver em absoluta pobreza, sem outra posse que o mosteiro e o horto anexo, procurando o necessário mediante o trabalho e a esmola. 
O texto recebeu a aprovação do cardeal protetor Reinaldo, em 16.09.1252. Em 9.08.1253, Papa Inocêncio IV publicou a bula de aprovação. Clara beijou regozijada o documento apostólico e dois dias depois, aos 11 de agosto, morria com a Regra entre as mãos. Esta Regra referia-se apenas ao mosteiro de São Damião e só para ele foi aprovada. Poucos mosteiros a adotaram no séc. XIII.

### Divisão entre Clarissas da 1ª Regra e das Urbanistas

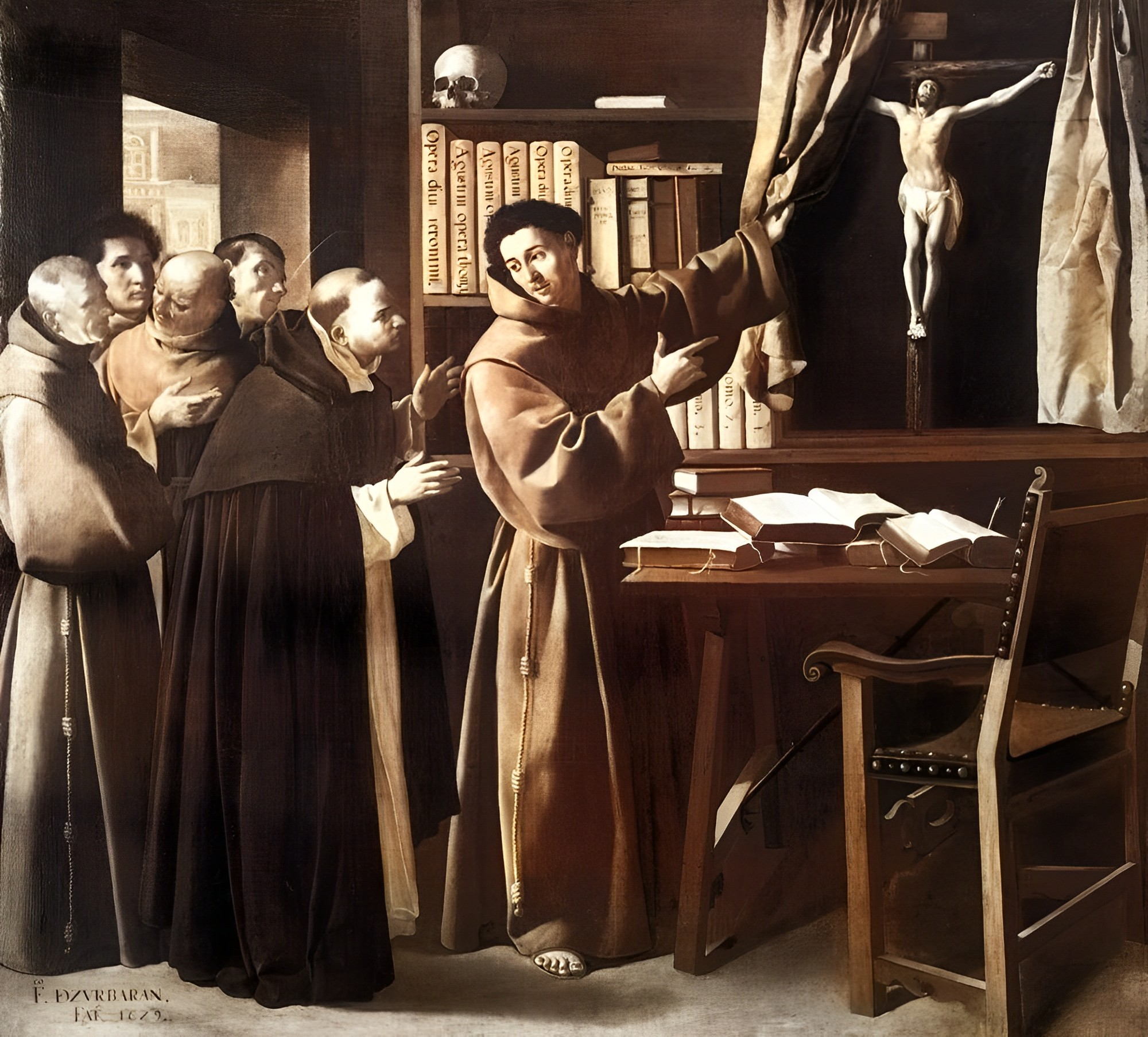
São Boaventura, no capítulo geral de 1263, sugeriu que o elo espiritual com os frades fosse entendido como um mero serviço de caridade

Em 1259, a beata Isabel da França (+1270), irmã de São Luís IX de França, conseguiu de Alexandre IV a aprovação de uma Regra para o mosteiro de Longchamp, posto sob a direção dos Frades Menores, nela se admitia posses e rendas perpétuas. Mais tarde esta Regra foi adotada por alguns mosteiros da França, Inglaterra e Itália. Na fórmula de profissão as noviças prometiam clausura perpétua, pelo que foram chamadas de ‘Sorores Minores inclusae’. Esta Regra foi confirmada por Papa Urbano IV, em 1263.
O problema da assistência por parte dos minoritas continuava sem solução. São Boaventura, no capítulo de 1263, sugeriu que o elo espiritual com os frades fosse entendido como um mero serviço de caridade, não um dever de justiça e dependeria da vontade do cardeal protetor, novamente único para as duas famílias, depois de uma tentativa de estabelecer um protetor à parte para as monjas. Para estabelecer a uniformidade, o novo cardeal protetor Caetano Orsini, compôs uma nova Regra, promulgada por Urbano IV, em 18.10.1263. Começava por unificar o nome, designando todos os mosteiros como ‘Ordem de Santa Clara’. Na realidade, essa denominação já vinha prevalecendo desde a canonização da Santa, em 1255. 
Ficavam supressas as Regras anteriores, em todos os mosteiros. A nova Regra, inspirada em alguns pontos na de Santa Clara, reproduzia grande parte das prescrições da de Inocêncio IV, detendo-se, porém, em medidas disciplinares meticulosas. Estabeleciam-se as posses e as rendas como meio normal de subsistência. 
Daí em diante os mosteiros foram se dividindo em duas observâncias: a da Regra de Santa Clara chamadas Clarissas da 1ª Regra e a da Regra de Urbano IV, Clarissas Urbanistas.

### Surgimento das Clarissas Capuchinhas

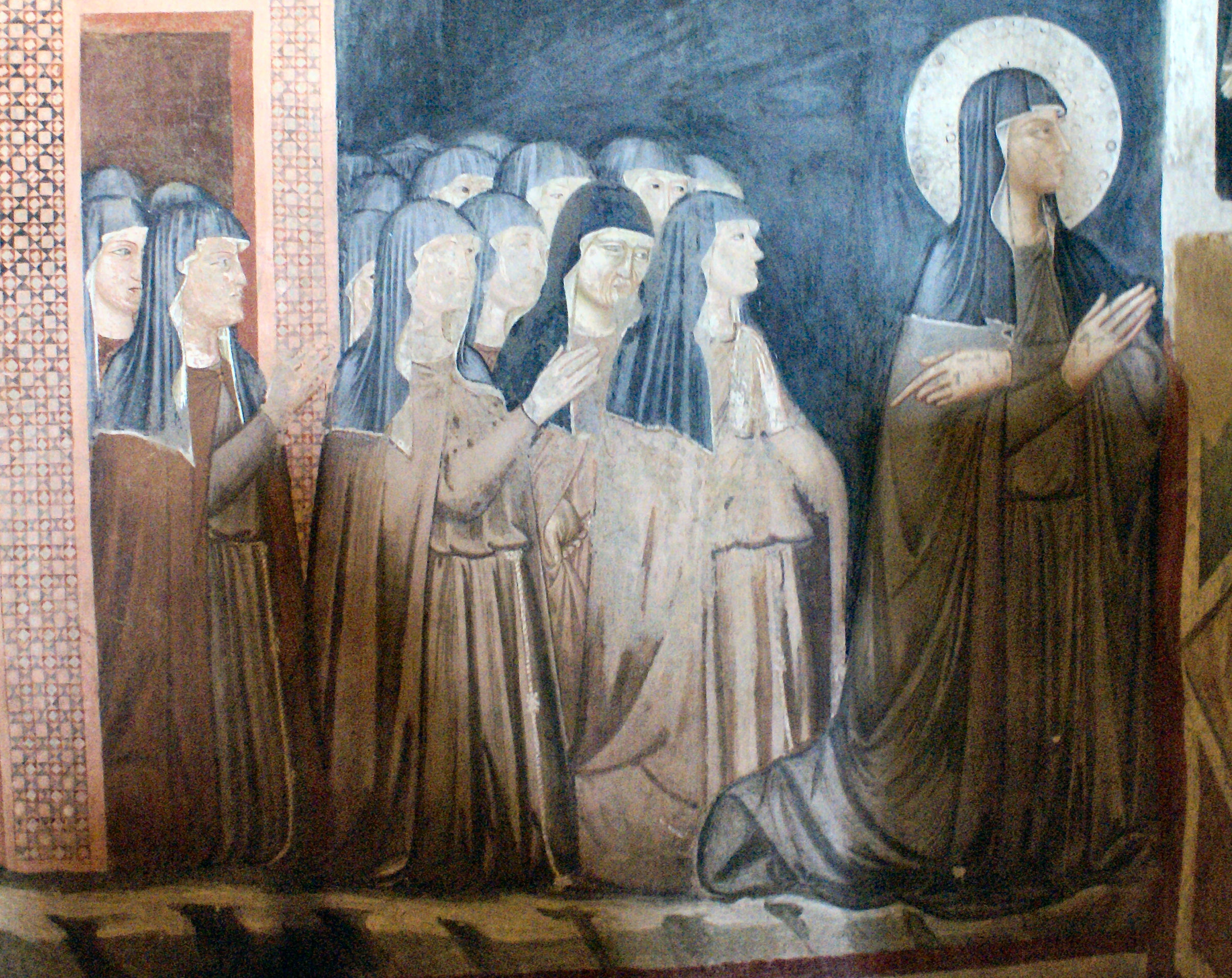
Afresco de Santa Clara e freiras de sua ordem religiosa no Convento de São Damião, em Assis, na Itália

A primeira expansão dos capuchinhos provocou entre as Clarissas um novo movimento de volta ao ideal primitivo. Em Nápoles exercia seu apostolado caritativo a nobre dama catalã Maria Lourença Longo, fundadora do hospital de incuráveis, para cujo serviço havia formado uma comunidade de terceiras franciscanas. 
Os capuchinhos, ao chegar em 1529, hospedaram-se neste hospital; Maria Lourença confiou-lhes a direção espiritual da comunidade. Em 1533 essa incumbência foi confiada a São Caetano de Thiene, fundador dos teatinos, que imprimiu ao grupo uma orientação marcadamente contemplativa e obteve para elas, em 1535, a aprovação canônica de Roma sob o nome de Irmãs Franciscanas da Ordem Terceira; no mesmo ano, Maria Lourença adotava para suas monjas a clausura rigorosa. 

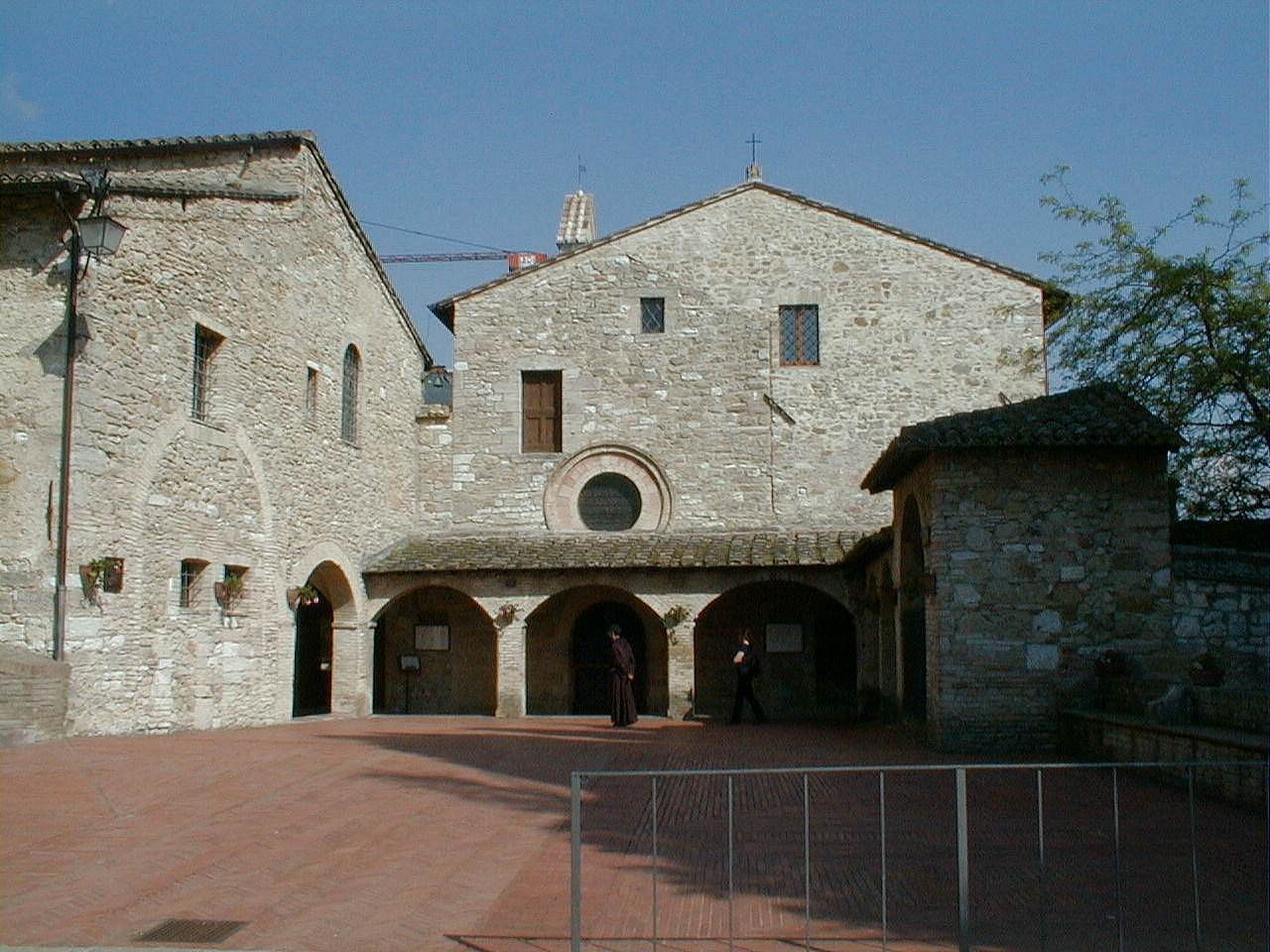
Convento de São Damião, (Assis)

Em 1538 o próprio São Caetano confiou-as aos cuidados dos capuchinhos, cujo gênero de vida vinha exercendo forte influência no espírito da nova fundação. O breve de aprovação confirmava o propósito da fundadora de viver a “estreitíssima observância da Regra de Santa Clara”. Para melhor consegui-lo, Maria Lourença adotou as constituições de Santa Coleta, completando-as com alguns pontos das Constituições dos capuchinhos. Pobreza, austeridade, retiro em clausura rigorosa, simplicidade fraterna e, sobretudo, intensa vida de oração, seriam as características das Clarissas Capuchinhas. A fundadora morreu em 1542, com 79 anos. 

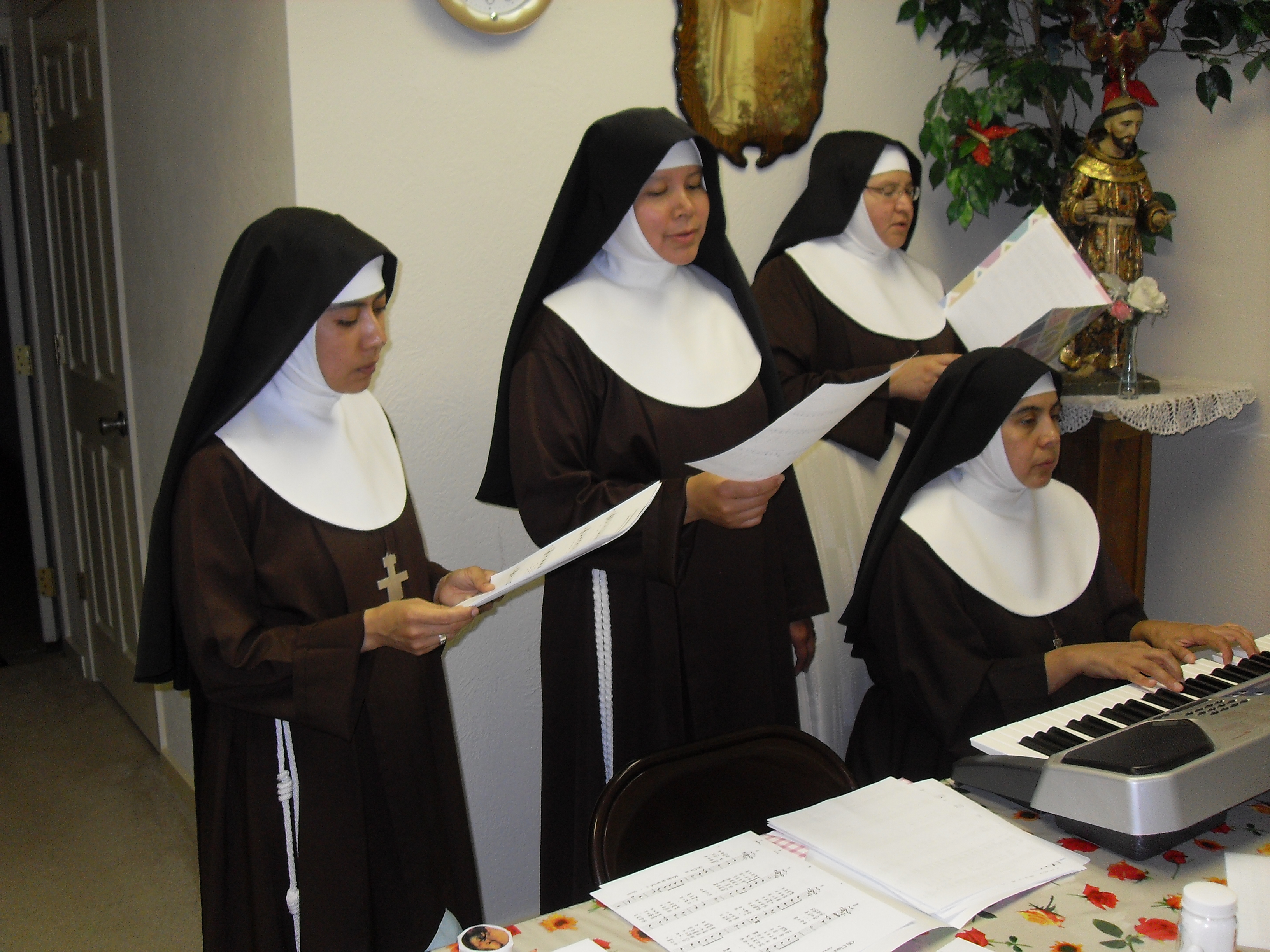
Irmãs Clarissas Capuchinhas

Depois surgiu fundações de Clarissas Capuchinhas em outras cidades italianas: Perugia (1553), Gubbio (1561), Roma (1575), Milão (1576), onde São Carlos Borromeu fundou 3 mosteiros de capuchinhas. Em 1665, fazia-se a primeira fundação na cidade do México; em 1713, as capuchinhas chegavam a Lima e em 1725 à Guatemala (La Antigua). Por fim, em 1727 fundava-se o mosteiro de Santiago do 
Chile.

### Expansão a partir do século XX
No séc. XX as novas fundações continuaram, nas três ramificações da Ordem, sobretudo no Novo Mundo e nos países de missão. O caso mais notável é o das capuchinhas do México que, não obstante as várias supressões e a atual legislação, fundaram mais de 30 mosteiros com o passar do tempo.
A Constituição apostólica ‘Sponsa Christi’ do Papa Pio XII (1950) assinalou um momento importante na consciência eclesial da instituição das monjas enclausuradas e na adaptação às circunstâncias atuais; a inovação mais importante era a das Federações; os mosteiros de uma mesma região podiam agrupar-se em federações, com uma madre presidente e um conselho federal. 
O 7.º centenário de morte de Santa Clara (1953) foi de estímulo para todas as contemplativas franciscanas. Nos últimos decênios, numerosas comunidades de urbanistas e da terceira Ordem regular abraçaram a Regra de Santa Clara; outras muitas, que professavam votos simples desde os anos inseguros das supressões, voltaram aos votos solenes. Não é fácil um levantamento estatístico pelo fato que, desde o tempo das supressões, quase todos os mosteiros acharem-se sob a jurisdição episcopal. Só nestes últimos anos, graças à organização das federações, consegue-se precisar o número de mosteiros e religiosas. 

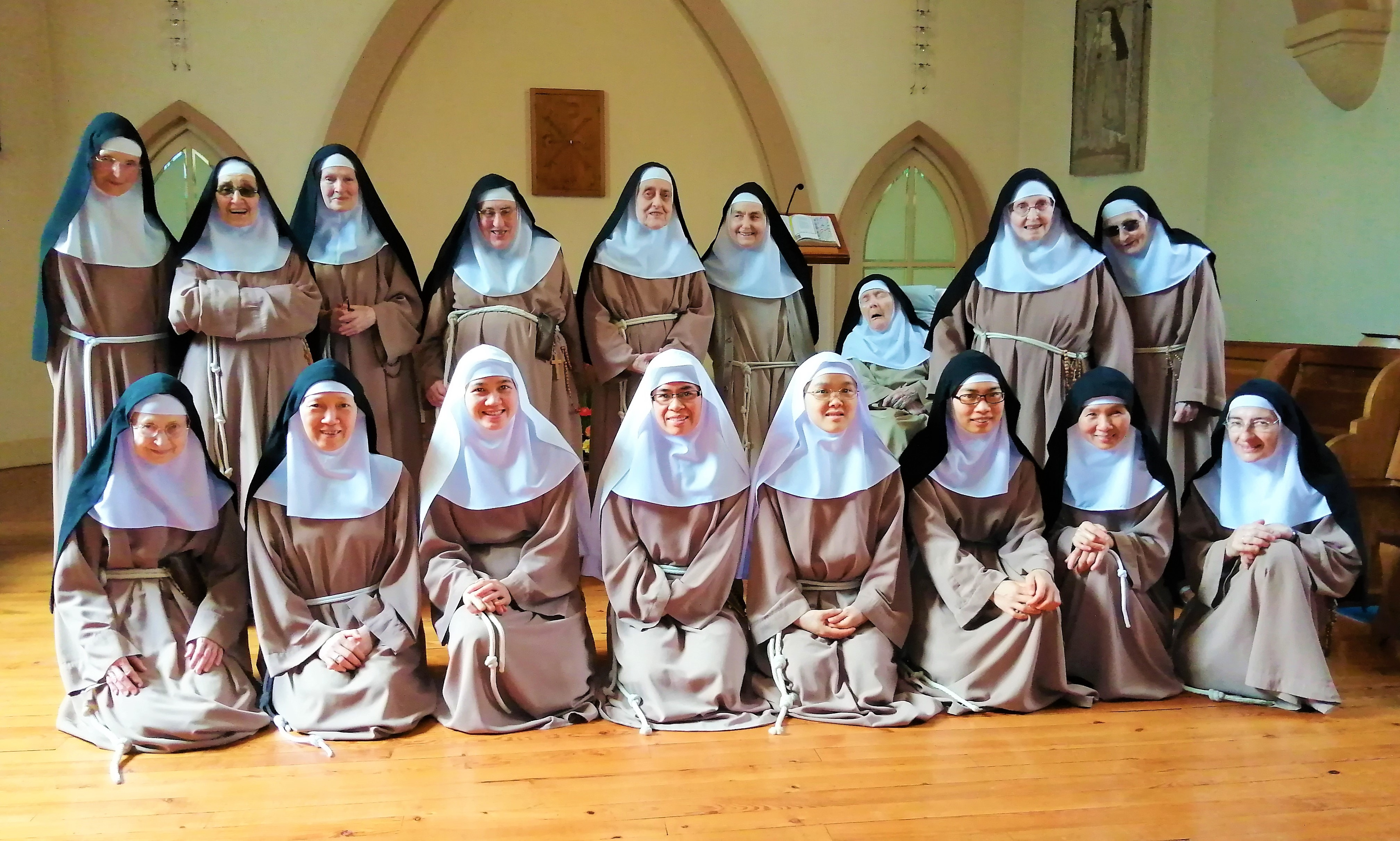
Comunidade das Irmãs Clarissas de Toulouse, em França.

Uma estatística de 1907 dava o número de 10.204 monjas em 518 mosteiros. As concepcionistas contavam com 88 mosteiros, 80 deles na Espanha, 5 na América do Sul e 3 na Bélgica. Em 1929 
todas as clarissas somavam 12.173, sem contar as concepcionistas. Em 1996 as Clarissas Urbanistas tinham 40 mosteiros ao todo: 32 na Itália, 4 na Polônia, e um na Alemanha, um em Gana, um no México e um na Venezuela, totalizando mais de 550 clarissas. Hoje, com cerca de 1 500 mosteiros em todos os continentes, e se constitui como a ordem de clausura mais numerosa em toda a Igreja. Em 2012 a ordem contava com cerca de 20 mil clarissas em mais de 70 países.

### A presença das Clarissas em Portugal

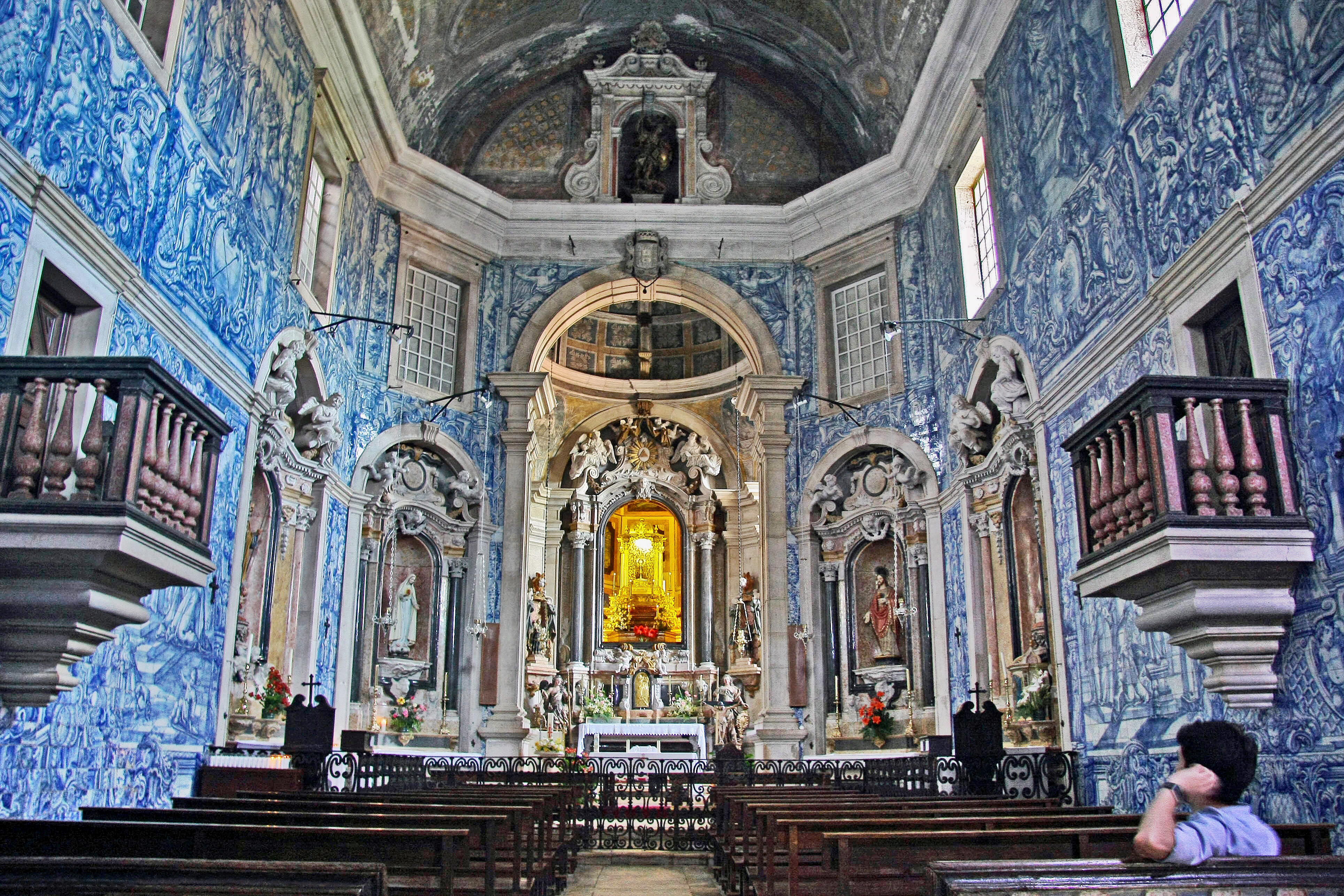
A igreja do Convento do Desagravo do Santíssimo Sacramento (Portugal)

As Irmãs Clarissas chegaram a Portugal pouco depois da morte de Santa Clara, em 1254. A primeira comunidade religiosa instalou-se em Lamego, passando em 1259 para Santarém. Quando saiu o decreto a extinguir a vida religiosa em Portugal, em 1834, havia cerca de 100 mosteiros de Irmãs Clarissas em Portugal. Com a morte da última religiosa todos os mosteiros passavam para a fazenda pública. Assim nos fins do século XIX foram encerrando todos os mosteiros.
A vida claustral das clarissas começou a reorganizar-se a partir de 1928, com algumas jovens que cresceram nos antigos mosteiros, conhecendo assim o carisma de Santa Clara. Com esses pequenos núcleos e com um grupo de freiras vindas de Espanha começaram-se a formar as primeiras comunidades, primeiro no Louriçal, em 1928, e na ilha da Madeira, em 1931. Atualmente são 13 os mosteiros constituídos e 1 novo em fase de aprovação.

### A presença das Clarissas no Brasil
A primeira presença das Clarissas no Brasil, aconteceu em Salvador na Bahia. Elas foram solicitadas pela nobreza, pela Câmara e pelo povo da Bahia em 1677. As quatro clarissas urbanistas chegaram (Margarida da Coluna, Jerônima do Presepe, Luíza de S. José e Maria de S. Raimundo) e fundaram o Imperial Convento de Santa do Desterro, que em breve floresceu, tornando-se uma comunidade numerosa. 

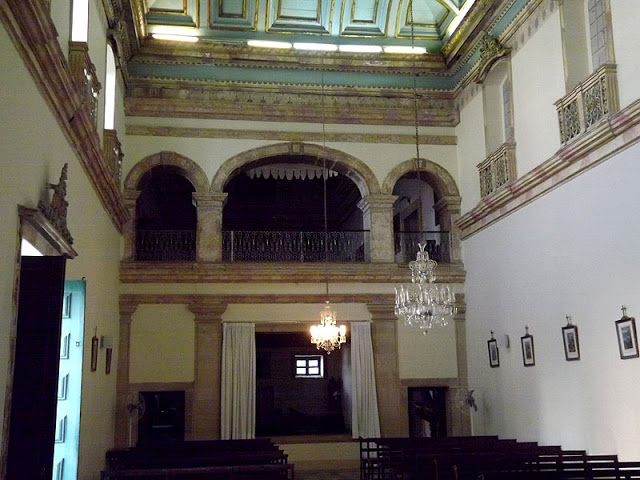
Coro do Convento de Santa Clara do Desterro em Salvador, (Brasil)

A perseguição religiosa clandestina, movida pelo governo contra os Institutos Religiosos e, sobretudo o deplorável aviso do Ministério da Justiça, que fechou os noviciados das Casas Religiosas em todo o território nacional, fez com que se extinguisse o Mosteiro. A Serva de Deus Madre Vitória da Encarnação, uma clarissa urbanista, viveu neste mosteiro.
Em 1915 falecia a última Clarissa, com oitenta e quatro anos de idade. Por treze anos não houve nenhum Mosteiro de Clarissas em nosso País, até que, em 1928, aportaram no Rio de Janeiro as oito irmãs escolhidas para restaurar a Ordem de Santa Clara no Brasil, com a ereção do Mosteiro Nossa Senhora dos Anjos da Porciúncula. Hoje, são contemplados ao todo 18 mosteiros espalhados em 4 regiões do Brasil (Sul, Sudeste, Centro Oeste e Nordeste) e ambas são contempladas na Federação da Sagrada Família.

## Santas, Beatas, Servas e Veneráveis

### Santas
- Santa Inês de Praga
- Santa Isabel de Portugal
- Santa Isabel da Hungria
- Santa Camila Baptista de Varano
- Santa Eustóquia Calafato
- Santa Coleta
- Santa Catarina de Bolonha
- Santa Verônica Giuliani
- Santa Cunegundes

### Beatas
- Beata Iolanda da Hungria
- Beata Flórida Cévolli
- Beata Maria Madalena Martinengo
- Beata Maria Teresa Kowalska
- Beata Maria Luísa de Saboia

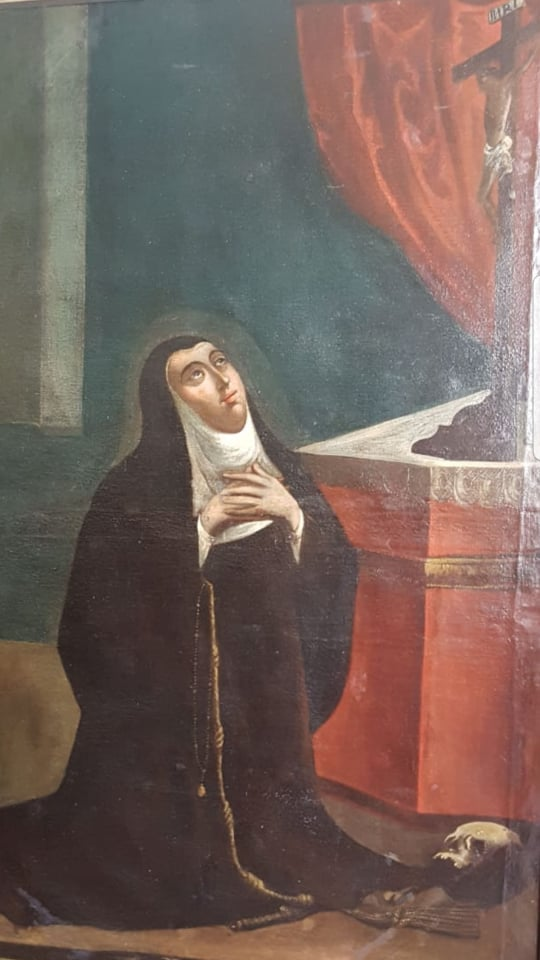
Madre Vitória da Encarnação, mística católica brasileira que pertenceu a esta ordem religiosa

- Beata Maria de Felicidade Massiá Ferragut
- Beata Maria de Jesus de Agullent
- Beata Maria Verônica de Agullent
- Beata Isabel Calduch Rovira
- Beata Milagros Ortells Gimeno
- Beata Maria Crucifixa Satéllico
- Beata Salomé da Cracóvia
- Beata Maria Ângela Astorch

### Servas de Deus e Veneráveis

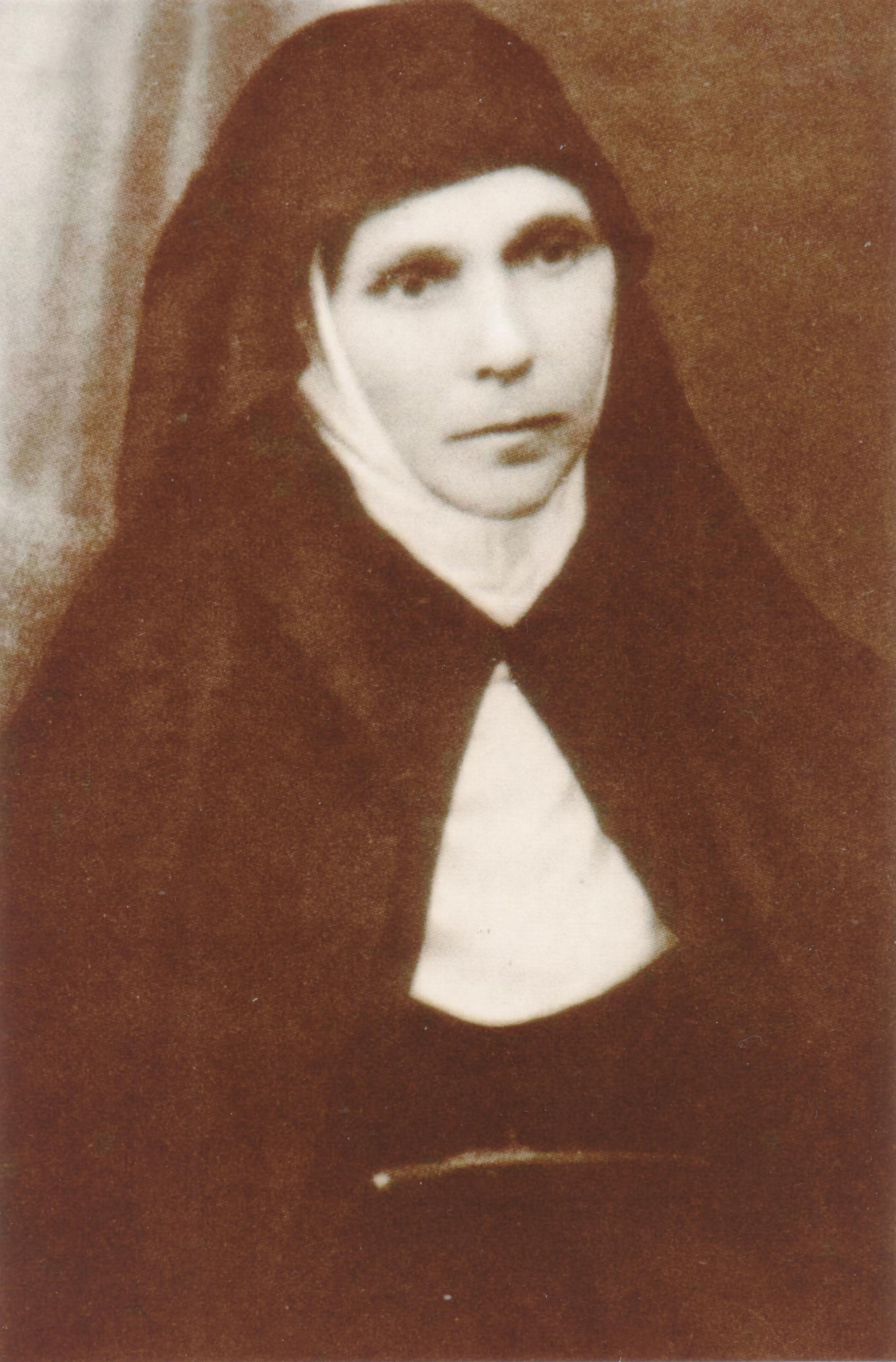
Madre Virgínia Brites da Paixão, mística clarissa portuguesa

- Madre Maria do Lado
- Madre Teresa da Anunciada
- Madre Virgínia Brites da Paixão
- Madre Vitória da Encarnação